# Quadraceps ridgwayi
Quadraceps ridgwayi är en insektsart som först beskrevs av Kellogg 1906.  Quadraceps ridgwayi ingår i släktet Quadraceps och familjen fjäderlöss. Inga underarter finns listade i Catalogue of Life.